# Reigny
Reigny är en kommun i departementet Cher i regionen Centre-Val de Loire i de centrala delarna av Frankrike. Kommunen ligger  i kantonen Châteaumeillant som tillhör arrondissementet Saint-Amand-Montrond. År 2022 hade Reigny 228 invånare.

## Befolkningsutveckling
Antalet invånare i kommunen Reigny
Referens:INSEE